# なないろファンタジー
なないろファンタジーは、2010年結成のアイドルグループ。

## 概要
- 声優を目指すアイドルグループとして2010年8月15日に原宿アストロホールでデビュー。
- なないろЯ（なないろЯevolution）とファンタジーL（ファンタジーLegend）の2組に分かれてライブ活動をする事もある。
- 2010年11月24日付　先行配信着「Voice」mero.jpランキングWeekly1位
- 2010年12月18日　1stシングル「Voice/1000フィート空の町」発売
- 2011年2月10日下北FMにて初の冠番組「ななファンのファン×３!!」開始
- 2011年4月24日 石川舞卒業（Tokyo FM HALLにて）
- 2011年4月27日付　先行配信「Re:すたーと」オリコンスタイルフル　インディーズポップ&ロックランキングWeekly1位
- 2011年5月1日 麻友美が新メンバーとして加入
- 2011年6月22日　2ndシングル「Be aLive/Re：すたーと」発売した。（2012年現在、ラスト・シングルである。）
- 2011年7月17日　初の単独ライブを開催した。（東京都港区のライブハウス、芝浦Cube326にて）
- 2011年8月14日　ライブ「なないろファンタジー結成一周年記念＆成瀬理沙生誕祭」（at 渋谷O-Nest）を実施した。

また同ライブをもって、なないろファンタジーのライブ活動の休止を告知した。
- 2011年9月MXTV「つんつべ♂」つんつべ♂ファミリーとして準！？レギュラー出演
- 2011年10月レインボータウンFMにて冠番組「ななファンRadio」を隔週レギュラー放送（現在は放送終了）
- 2012年以降、各メンバーが個別で活動しており、グループでの活動実績はない。

## メンバー
- なないろЯ
  - 瑞木流羽（みずき るう、1988年7月10日 - ）※リーダー
  - 飯田麻由（めしだ まゆ、1994年10月28日 - ）
  - 麻友美（あさ ともみ、1992年3月9日 - ）※2012年、アリス十番に移籍した。
- ファンタジーL
  - 阿部唯（あべ ゆい、1986年2月22日 - ）
  - 平山寿美礼（ひらやま すみれ、1993年3月9日 - ）※サブリーダー
  - 知公渚（ちこう なぎさ、1993年7月15日 - ）※2012年、R3EYES（リアイズ）を結成した。
  - 成瀬理沙（なるせ りさ、1993年8月13日 - ）※元AKB48

### 元メンバー
- なないろЯ
  - 石川舞（いしかわ まい、1989年8月16日 - ）2011年4月24日

## 出演

### テレビ
- 千葉TV系　『出番ですよ』
- MXTV系 『mero.jp Channnel』
- BS11 『秋葉系アイドルチャンネル』
- MXTV系 『つんつべ♂』

### ラジオ
- 下北FM「ななファンのファン×３!!」レギュラー出演 （ - 2011年7月28日）
- FM-FUJI「GIRLS GIRLS GIRLS」
- レインボータウンFM「ななファンRadio」
- レインボータウンFM「大江戸アイドル学園」
- かわさきFM「かわさきUP　STREAM」
- 響-HiBiKi- Radio Station「West East Idol Broadcast Station」

### CM
- TOKYO　FM「アイドルフューチャーフェスティバル」イメージガール

## 書籍

### 写真集
- Go Ahead Live Idol/Live Idol Photo Book.（2011年5月24日） - オムニバス

### 雑誌・新聞
- 夕刊フジ 掲載
- zakzak　掲載
- 音楽専科社「Pick Up Voice」 Vol.34/37 掲載
- W100女性声優Book　掲載
- W100ライブアイドルBook　掲載
- 週刊大衆　掲載
- スポニチ　掲載

## イベント
- 原宿アストロホールにてデビュー（2010年8月15日）
- O-East出演（2010年10月6日）
- 文化放送メディアプラスホール出演（2010年11月14日）
- 「なないろファンタジー　プチ？ワンマン！～アイドル王に俺はなる！（半歩目）～」出演 (芝浦Cube326にて)。（2011年7月17日）

　　初の単独ライブ。新メンバー麻友美も出演した。
- 「萌えフェス～夏の陣～」出演 (TOKYO FM HALLにて)（2011年7月31日）